# 霍埃尔·冈萨雷斯
霍埃尔·冈萨雷斯·博尼利亚（西班牙語：Joel González Bonilla，1989年9月30日—）生于菲格拉斯，是一名西班牙男子跆拳道运动员，曾就读于卡塔赫纳技术大学。他曾在2012年伦敦奥运获得男子58公斤级项目金牌，成为历史上第一位获得奥运金牌的西班牙跆拳道选手。同年，他获选为年度最佳西班牙男运动员奖。

## 外部連結
- 霍埃尔·冈萨雷斯在国际奥林匹克委员会的资料
- 霍埃尔·冈萨雷斯的X（前Twitter）
- 霍埃尔·冈萨雷斯的Instagram帳戶